# Kawabeia ignavana
Kawabeia ignavana is een vlinder uit de familie van de bladrollers (Tortricidae). De wetenschappelijke naam van de soort werd in 1881 gepubliceerd door Hugo Theodor Christoph. Deze vlinder is de typesoort van het geslacht Kawabeia.